# Nazanin Pouyandeh
Nazanin Pouyandeh (persisch نازنین پوینده; * 21. September 1981 in Teheran) ist eine iranische Malerin, die in der Nähe von Paris lebt und arbeitet.

## Leben
Nazanin Pouyandeh wuchs in Teheran, in einer Familie von Intellektuellen auf. Nachdem ihr Vater, der Schriftsteller, Übersetzer und Menschenrechtsaktivist Mohammad-Ja'far Pouyandeh, im Dezember 1998 unter ungeklärten Umständen ermordet wurde, kam sie im Alter von 18 Jahren allein nach Frankreich.
Sie erhielt ein französisches Stipendium und meldete sich im Jahr 2000 für die Aufnahmeprüfung an der École nationale supérieure des beaux-arts de Paris an, die sie auch bestand. Während ihres Studiums nahm sie am Atelier des niederländischen Malers und Bildhauers Pat Andrea teil. Sie schloss ihr Studium 2005 ab und erhielt 2007 einen Master in Bildender Kunst von der Université Paris 1 Panthéon-Sorbonne.
Ihr Atelier befand sich zunächst in Pantin und später in Gentilly.
Ihre Werke werden in Frankreich und im Ausland ausgestellt, u. a. für Gruppenausstellungen wie die, die unter dem Banner des Under-realism präsentiert wurden. Einige befinden sich in den ständigen Sammlungen des Frissiras-Museums in Athen, des Ramin Salsali-Museums in Dubai, der Galerie Michael Schultz in Berlin oder der Galerie Leila Heller in New York.

## Werk
Nazanin Pouyandehs farbenfrohe, gerne hyperrealistische Malerei gehört zu einer gewissen narrativen Figuration. Ihre Bilder zeigen häufig Figuren von heute, die in einer unerwarteten Szenerie erstarrt sind, was ihnen einen traumhaften, verschobenen, seltsamen und meist beunruhigenden Charakter verleiht. Das Nebeneinander von realen und imaginären, legendären oder mythologischen Elementen in einer collagenähnlichen Vorgehensweise ordnet die Welt der Bilder und der kollektiven Vorstellungen neu und stellt den Betrachter in Frage.
Nazanin Pouyandeh erklärt, dass die Themen ihrer Bilder sich als „mentale Bilder“ aufdrängen. Weibliche Figuren nehmen darin eine herausragende Stellung ein.

## Preise und Auszeichnungen
- 1993: Silbermedaille beim Shankar's international children's competition, Indien
- 1995: Ehrendiplom des Bevölkerungsfonds der Vereinten Nationen
- 2003: Alphonse-Cellier-Preis der Académie des beaux-arts
- 2008: Erró-Sonderpreis des Antoine-Marin-Preises, Arcueil[9]
- 2023: Ritter des Ordre des Arts et des Lettres[10]

## Ausstellungen

### Gruppenausstellungen (Auswahl)
- 2007: In my solitude, Galerie Aeroplastics, Brüssel[11]
- 2007: Het nieuwe verhaal, Pulchri Studio, Den Haag
- 2009: Iran Inside Out, Chelsea Art Museum, New York[12]
- 2011: Ecce homo ludens - Le jeu dans l'art contemporain, Musée suisse du jeu, La Tour-de-Peilz[13]
- 2011: My Super Hero, Morono Kiang Gallery, Los Angeles[14]
- 2011: Arc-en-ciel, Galerie vom Zufall und vom Glück, Hannover[15]
- 2013: On paper, CAM Gallery, Istanbul[16]
- 2014: Cadavre exquis à la plage, Projektraum ventilator 24, Berlin[17]
- 2015: Ma patience a des limites - Still Life, Galerie Dubois Friedland, Brüssel[18]
- 2019: Drawing now, Carreau du Temple, Paris[19]
- 2025: Brigitte Aubignac, Nazanin Pouyandeh. En regard, Musée Paul-Valéry, Sète[8]

### Einzelausstellungen (Auswahl)
- 2009 und 2010: Galerie Eric Mircher, Paris[20]
- 2011: Entre chien et loup, Galerie Aaran, Teheran
- 2013: Gouffres et Turbulences, Galerie Elizabeth Couturier, Lyon[21]
- 2014: Jour de silence, The Mine, Dubai[22]
- 2016: Die Andere Seite der Erzählung, Städtisches Museum und Galerie, Engen[23]
- 2017: Le Centre, Abomey-Calavi, Benin[24]
- 2019: Nazanin Pouyandeh, La Tentation, Suquet des artistes, Cannes[25]